# Hacia la fama
Hacia la fama va ser un dels primers concursos emesos per televisió a Espanya, estrenat en 1958, pocs mesos després de l'inici de les retransmissions regulars del nou mitjà de comunicació al país, amb realització d'Enrique de las Casas.

## Format
L'espai pretenia descobrir a joves talents de la literatura. Setmanalment, els aspirants al premi presentaven relats curts que eren llegits davant la cambra. Els espectadors votaven per correu el conte que creien mereixedor del primer premi. Posteriorment, en el programa es van introduir noves seccions dedicades a dansa, cant i mímica.

## Presentació
Anava a càrrec d'Ángel de Echenique i Denise la primera temporada, la segona temporada va estar presentada per Ángel de Echenique i Isabel Bauzá.